# Haplocope oculatus
Haplocope oculatus är en kräftdjursart som beskrevs av Stebbing 1918. Haplocope oculatus ingår i släktet Haplocope och familjen Colletteidae. Inga underarter finns listade i Catalogue of Life.